# 高雄醫學大學

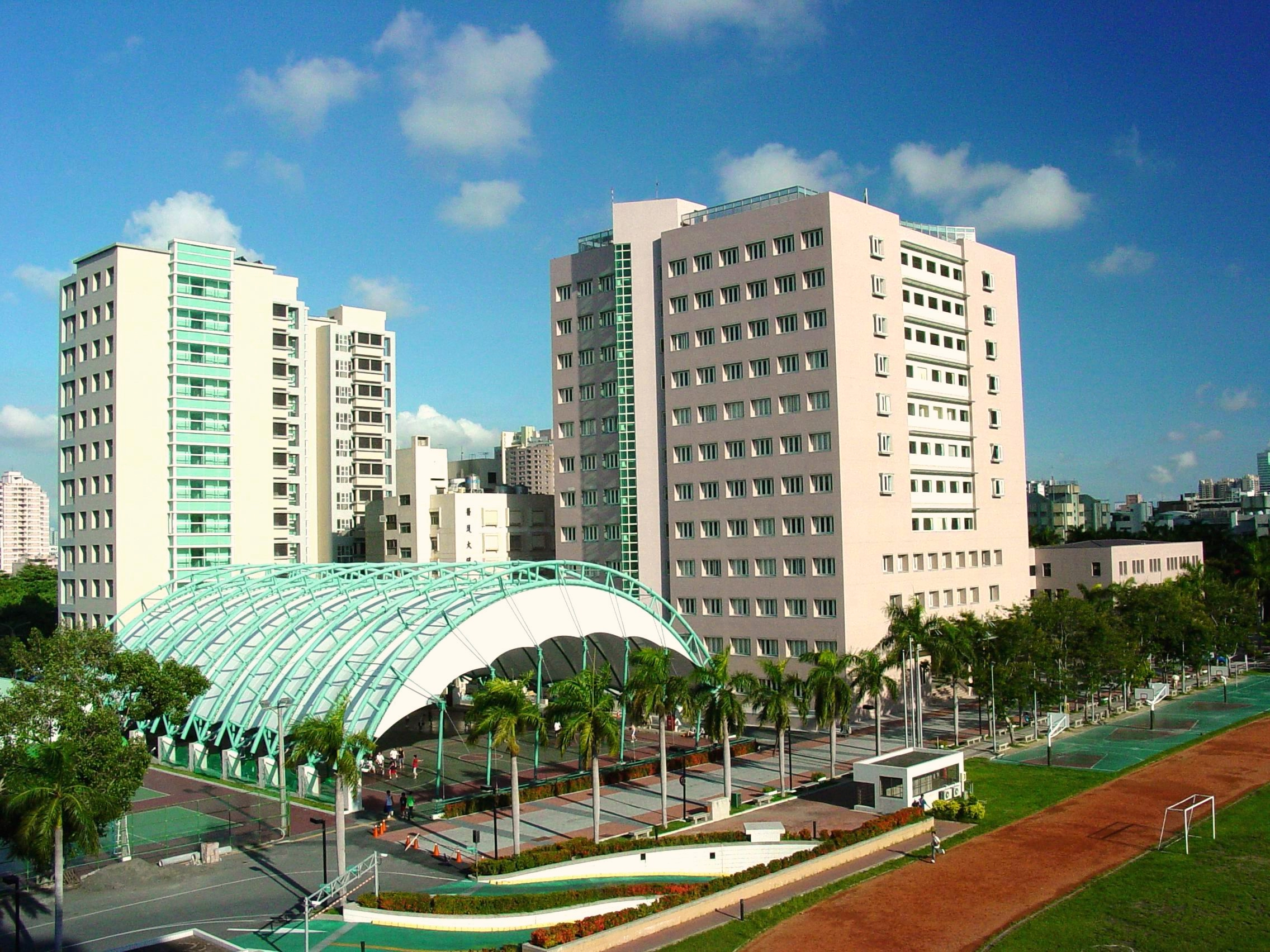
高雄醫學大學

高雄醫學大學（英語：Kaohsiung Medical University，KMU），簡稱高雄醫大，是一所位於中華民國高雄市的私立醫學專門大學，前身為1954年創立的高雄醫學院，由臺灣第一位醫學博士杜聰明教授創建，創院四系有醫學、牙醫、藥學、護理等四系。1999年改名為高雄醫學大學。
高醫醫療體系包含高雄醫學大學附設醫院（醫學中心）、高雄市立小港醫院（區域教學醫院）、高雄市立大同醫院（區域醫院）*現已轉為長庚體系與衛生局合作經營、高雄市立旗津醫院以及牙醫部院外第一門診（原苓雅門診）以及2024年5月開始營運的高醫岡山醫院。

## 校史
高雄醫學大學自1954年10月16日創校，臺灣第一位醫學博士杜聰明教授創建，由校產主要捐助者陳啟川先生擔當首任董事長。高醫因為由當時名望甚高的杜聰明博士登高一呼，一時醫界及臺灣各地士紳，踴躍財物捐獻，雲集許多臺灣人的醫療精英任教，為臺灣歷史最悠久的私立醫學院。為因應全校師生臨床教學、研究和實習的需要，並發展醫學研究，1957年成立了「高雄醫學大學附設醫院」，成為一級教學醫院及醫學中心，並接受高雄市政府委託經營，於1998年11月16日正式啟用區域級教學醫院「高雄市立小港醫院」，2010年1月1日接手經營「高雄市立大同醫院」，2014年10月1日接手經營「高雄市立旗津醫院」，目前高雄醫大由四間醫院組成龐大的醫療體系。2013年增設高齡長期照護碩士學位學程。2017年12月25日，位於高雄捷運岡山高醫站旁的「高醫岡山醫院」動土，並於2024年加入高醫醫療體系營運。

## 歷任校長/院長
| 姓名   | 簡介                   | 任期                        |
| ------ | ---------------------- | --------------------------- |
| 杜聰明 | 創辦人、第一任院長     | 1954年8月至1966年9月        |
| 魏火曜 | 第二任院長             | 1966年10月至1967年6月       |
| 楊振忠 | 第三任院長             | 1967年7月至1973年7月        |
| 謝獻臣 | 第四任院長             | 1973年9月24日至1991年6月    |
| 蔡瑞熊 | 第五任院長暨第一任校長 | 1991年7月1日至2000年6月     |
| 王國照 | 第二、三任校長         | 2000年6月30日至2006年6月    |
| 余幸司 | 第四、五任校長         | 2006年7月1日至2012年6月     |
| 劉景寬 | 第六、第七任校長       | 2012年7月1日至2018年6月30日 |
| 鐘育志 | 第八任校長             | 2018年9月1日至2021年8月31日 |
| 楊俊毓 | 第九任校長             | 2021年9月1日至2024年6月30日 |
| 明隆   | 第十任校長             | 2024年7月1日至今            |

## 學校象徵

### 校訓
「樂學至上，研究第一」

### 校徽
該校校徽是（醫學院時期）首任院長杜聰明博士所制定。據杜聰明博士回憶錄記載，校徽的三角代表德育、智育、體育。
校徽有青、白、紅三色，表示青天白日滿地紅之中華民國精神；上面的「高雄醫學」四字為校名，同時也望發展臺灣高雄地區之醫學。
又山形之白稜線象徵臺灣最高、最雄偉的玉山；而下面的「大學」二字表示以樂學至上，研究第一，朝現代化醫學大學發展的辦學精神。

## 系所概況
| 醫學院 | 醫學系（基礎學科、臨床學科） 生物化學科暨碩士班 藥理學科暨碩士班 生理學科暨碩士班 醫學遺傳學科暨碩士班 神經學科暨碩士班 | 醫學研究所                 |
| 醫學院 | 學士後醫學系 | 運動醫學系、運動醫學研究所 |
| 醫學院 | 呼吸治療學系 | 腎臟照護學系               |

| 生命科學院 | 生物醫學暨環境生物學系 | 醫藥暨應用化學系 |
| 生命科學院 | 生物科技學系           | 生命科學院學士班 |

| 口腔醫學院 | 牙醫學系 | 口腔衛生學系 |

| 護理學院 | 護理學系暨研究所 | 高齡長期照護碩士學位學程 |

| 健康科學院 | 醫學檢驗暨生物技術學系 | 公共衛生學系                     |
| 健康科學院 | 物理治療學系           | 職能治療學系                     |
| 健康科學院 | 醫學影像暨放射科學系   |                                  |
| 健康科學院 | 醫務管理暨醫療資訊學系 | 人工智慧健康產業應用碩士學位學程 |

| 藥學院 | 藥學系         | 香粧品學系            |
| 藥學院 | 藥學研究所     | 天然藥物研究所        |
| 藥學院 | 臨床藥學研究所 | 毒理學碩/博士學位學程 |

| 人文社會科學院 | 心理學系   | 醫學社會學與社會工作學系 |
| 人文社會科學院 | 性別研究所 | 華語文中心               |

| 通識教育中心 |
| ------------ |

## 董事會爭議
2016年4月11日、21日高雄醫學大學第9屆校友陳東榮、第20屆校友張建國指出，高雄醫學大學成為陳氏家族私產，陳啟川、陳田植、陳田原、陳田錨、陳建志等三代家族成員世襲高雄醫學大學歷屆董事。

2017年10月15日高醫校友總會獲知高雄醫學大學校務會議、全校學生會投票決議通過回復附設醫院名稱為「高雄醫學大學附設醫院」及通過命名「自由大樓」兩案，但執行遇到阻礙，
校友返校參與校慶時，將「高雄醫學大學附設中和紀念醫院」招牌置換為「高雄醫學大學附設醫院」、「啟川大樓」置換為「自由大樓」，
招牌由高雄醫學大學工會理事長吳國揚帶至校史館存放。

2017年8月15日監察院「106教調0034」調查報告糾正教育部，對高雄醫學大學董事會八大違法濫權處理顯有包庇未當。

2017年10月15日高雄醫學大學校友會舉行第4屆理事長、常務理監事及監事會召集人選舉，1676名校友到場投票，藍傳盛以976票當選理事，在26名理事中，藍傳盛獲得24票當選理事長。
藍傳盛聲明，新團隊將大力改革董事會。
內政部質疑：高雄醫學大學校友4萬多人，1676人出席理監事改選，出席人數未過半，選舉無效。

2017年11月1日高雄醫學大學董事會要求高雄醫學大學11月5日前恢復招牌，所需費用向損壞招牌者求償。
並要求高雄醫學大學校長劉景寬，蒐集證據、委請律師向法院控告拆除招牌者，並請求實質損害賠償及名譽損失。

2017年12月8日全球高醫大校友會聯合會發表聲明書「公開譴責立委趙天麟」指出，內政委員會立法委員趙天麟質詢內政部官員時，對高醫大校友總會理監事選舉的個案施加壓力。

## 附設醫院

### 高雄醫學大學附設中和紀念醫院
1956年杜聰明院長籌備附設醫院，於1957年6月16日正式成立。高雄醫學大學附設中和紀念醫院原名為「高雄醫學院附設醫院」，後來被陳啟川為了紀念其父親陳中和而改名成現在的名稱。2016年，高雄醫學大學校務會議決議，將「高雄醫學大學附設中和紀念醫院」更名為「高雄醫學大學附設醫院」，去陳家化，待中華民國教育部審核；原「啟川大樓」，經由校友、醫院員工、教職員工及學生投票下，更名為自由大樓。
草創初期，係借用當時醫學院第二棟教室（現為牙醫學系館）及租用民房(高雄市六合路)為門診部，聘請邱賢添博士為第一位醫院院長。

### 市立小港醫院
高雄市政府委託經營市立小港醫院，為區域教學醫院，該院地處小港工業區。

### 市立大同醫院
高雄市政府委託經營市立大同醫院，為區域教學醫院。創立於1946年，2010年正式委託高醫經營管理。鄰近中央公園，位在中華路與民生路口，主要服務前金區、新興區、鹽埕區之民眾，並分攤附院的就診需求。

### 市立旗津醫院
高醫醫療體系於2014年9月起受委託經營高雄市立旗津醫院，是高醫醫療體系為市民提供優質服務的另一里程碑， 期待再創一個市立醫院的新典範。旗津醫院為旗津區唯一的醫院機構， 肩負旗津區近3萬居民的醫療重任，如何提供更優質的醫療服務是最重要之課題。 高醫醫療體系深切體認旗津區市民的醫療需求與殷切期許，在明確的服務區域定位與功能角色定位下， 旗津醫院的經營將與高雄醫學大學附設中和紀念醫院、市立小港醫院和市立大同醫院進行垂直整合的醫療照護， 並加強與衛生所及在地診所之聯繫，提供一個完善的健康照護網絡。

### 高雄醫學大學附設中和紀念醫院-牙科部第一門診（苓雅門診）
為高醫牙科部的院外診所，以落實社區醫療服務，許多本院的醫師均會到第一門診支援。與新堀江商圈比鄰，位在中央公園捷運站附近。

### 高雄醫學大學附設高醫岡山醫院
高醫岡山醫院醫療大樓為地上10層、地下3層的建築，總樓地板面積約2萬4600坪，採綠建築設計，和高雄捷運岡山高醫站之間有一座人行空橋連接。岡山醫院定位為區域級教學醫院，有一般急性病床350床，為有31個醫療科及7個醫療中心的綜合醫院。興建工程於2017年12月25日舉行動工典禮，原預定於2020年完工，但後來更改設計和捷運共站而延後工程期程，一期醫療大樓在2024年落成啟用。
高醫岡山醫院於2024年4月22日試營運，初期僅收治體系門診轉診病人，5月2日開放民眾線上掛號，6月3日門診、急診及住院全面啟動，至6月底前正式開院。

## 對外交流

### 姐妹校
- 亞洲 
  - 日本
    - 長崎大學 (Nagasaki University)
    - 順天堂大學 (Juntendo University) 醫學部
    - 湘南短期大學 (Shonan Junior College) 口腔醫學院

  - 韓國
    - 釜山大學 (Pusan National University) 齒醫學專門大學院
    - 首爾大學 (Seoul National University) 醫學院
- 歐洲 
  - 波蘭
    - 羅芝大學 (Medical University of Łódź)
- 美洲 
  - 美國
    - 阿肯色州立大學 (University of Arkansas) 醫學中心
    - 舊金山加利福尼亞大學 (University of California, SF)
    - 北卡羅萊納大學 (University of North Carolina) 藥學院
    - 賓夕法尼亞大學 (University of Pennsylvania) 牙醫學院
    - 哈佛大學 (Harvard University) 醫學院和公共衛生學院
    - 維吉尼亞聯邦大學 (Virginia Commonwealth University) 健康科學管理學院
    - 維吉尼亞大學 (University of Virginia) 護理學院
    - 喬治梅森大學 (George Mason University)
    - 夏威夷大學 (University of Hawaii) 約翰柏恩醫學院
    - 印地安那普利斯大學 (University of Indianapolis)
- 非洲 
  - 南非
    - 南非醫學大學 (Medical University of Southern Africa)

### 國內學校策略聯盟
- 臺北醫學大學
- 國立中山大學（攻頂大學聯盟）[16]

## 外部連結
- 官方网站
- 高雄醫學大學圖書館 （页面存档备份，存于）
- 高雄市立小港醫院
- 高雄醫學大學附設醫院 （页面存档备份，存于）
- 高雄醫學大學主辦第十一屆大學院校校際吉他音樂邀請賽（大吉盃）網址 （页面存档备份，存于）
- 高醫熱帶魚天堂BBS站
- 高雄醫學大學維基學習網 (KMU Wiki) （页面存档备份，存于）